# Bījdeh-ye Now
Bījdeh-ye Now (persiska: بيجده نو) är en ort i Iran.   Den ligger i provinsen Mazandaran, i den norra delen av landet, 80 km norr om huvudstaden Teheran. Bījdeh-ye Now ligger 1 872 meter över havet och antalet invånare är 176.
Terrängen runt Bījdeh-ye Now är mycket bergig. Runt Bījdeh-ye Now är det ganska tätbefolkat, med 80 invånare per kvadratkilometer. Närmaste större samhälle är Kalārdasht, 18,5 km norr om Bījdeh-ye Now. Trakten runt Bījdeh-ye Now består i huvudsak av gräsmarker.